# 軌跡 (清木場俊介の曲)
『軌跡』(きせき)は、清木場俊介の通算19枚目となるシングル。2015年6月24日にSPEEDSTAR RECORDSから発売された。

## 概要
配信限定の前作品「Shining」以来2か月ぶりの新曲。4月29日に山口・TIKI-TAにて開催された全国ツアー「LIVE HOUSE TOUR 2015 “ROOTS”」の最終公演にて発表された。
亀田誠治をサウンドプロデュースに迎えた本作に清木場は、「自分が音楽をやっている幸せ、満足感を十分に感じた」と語っている。
るるぶトラベル夏キャンペーンTVCMソング。
オリコンチャート週間シングルランキングで最高17位を記録。

## 収録曲
| 全作詞: 清木場俊介。 |                        |            |                     |      |
| #                    | タイトル               | 作詞       | 作曲                | 時間 |
| 1.                   | 「軌跡」               | 清木場俊介 | 亀田誠治            | 5:11 |
| 2.                   | 「Sunrise」            | 清木場俊介 | 清木場俊介 川根来音 | 5:05 |
| 3.                   | 「軌跡-instrumental-」 | 清木場俊介 | 亀田誠治            | 5:11 |
| 合計時間:            | 合計時間:              | 合計時間:  | 15:27               |      |

## 収録アルバム
「FACT」(#1.2)